# Девојка за све
Девојка за све (енгл. No Hard Feelings) америчка је филмска комедија из 2023. године. Режију потписује Џин Ступницки, по сценарију који је развио с Џоном Филипсом. Џенифер Лоренс је продуценткиња и главна глумица, уз Ендруа Барта Фелдмана.
Приказан је 23. јуна 2023. године у САД, односно 22. јуна исте године у Србији. Добио је помешане рецензије критичара и зарадио преко 86 милиона долара.

## Радња
На ивици губитка свог дома из детињства, Меди открива неуобичајену понуду за посао: богати родитељи траже некога ко би „излазио” са њиховим интровертним 19-годишњим сином Персијем пре него што крене на колеџ. На сопствено изненађење, Меди сазнаје да особењак Перси није онакав каквим га сви сматрају.

## Улоге
| Глумац             | Улога        |
| ------------------ | ------------ |
| Џенифер Лоренс     | Меди Баркер  |
| Ендру Барт Фелдман | Перси Бекер  |
| Метју Бродерик     | Лерд Бекер   |
| Лаура Бенанти      | Алисон Бекер |
| Натали Моралес     | Сара         |
| Скот Макартур      | Џим          |
| Ебон Мос Бакрак    | Гари         |
| Хасан Минхаџ       | Даг Хан      |
| Кајл Муни          | Џоди         |
| Зан Макларнон      | Гејб Сојер   |